# Yasuhikotakia morleti
Cá heo xám (danh pháp khoa học: Yasuhikotakia morleti) là một loài cá nước ngọt, được tìm thấy trong lưu vực sông Mekong ở Đông Dương và các sông Chao Phraya, Mae Klong ở Thái Lan. Chúng còn được ưa chuộng để nuôi làm cá cảnh trong các bể thủy sinh.

## Đặc điểm
Kích thước tối đa của chúng là 10 cm (4 in), nó sinh sống ở môi trường nước từ khoảng 26-30 °C (79-86 °F), độ pH 6,0-8,0, độ cứng 5,0-12,0. Đây là loài cá ăn thịt, chúng ăn giáp xác sống, côn trùng, ốc nhỏ và những động vật không xương sống khác. Đây là loài cá rất hung hăng và không thích hợp cho các bể cá cảnh cộng đồng. Những con cá nhỏ khác và cá ăn đáy trong bể có thể bị tấn công hoặc bị giết bởi loài này. Những hang hốc trong bể nên được thiết kế như là nơi ẩn náu cho chúng.